# 헤디야 말라크
헤디야 말라크 와바(아랍어: هداية ملاك وهبة, Hedaya Malak Wahba, 1993년 4월 21일~)는 이집트의 태권도 선수이다. 2012년과 2016년, 2020년에 올림픽에 출전하였으며 2016년과 2020년 올림픽에서 동메달을 획득하였다.

## 유년기
말라크는 6살 때 그녀의 오빠를 따라서 태권도를 하기 시작했다.

## 선수 경력
2012년 하계 올림픽 태권도에 참가하였으나 8강전에서 프랑스의 마를렌 아르누아에게 패배하며 시상식에 오르지 못했다.
이후 2015년 12월 세계 태권도 연맹 올림픽 랭킹 3위를 기록하며 2016년 올림픽에도 참가할 수 있게 되었다. 준결승에서 스페인의 에바 칼보에게 패하여 결승전에는 진출하지 못하였지만, 패자부활전에서 벨기에의 라헬레 아세마니를 이기며 동메달을 획득하였다. 폐회식 때에 이집트 선수단의 기수를 맡았다.